# Associazione Calcio Padova 1952-1953
Questa pagina raccoglie i dati riguardanti l'Associazione Calcio Padova nelle competizioni ufficiali della stagione 1952-1953.

## Stagione
Il Padova si classifica al quindicesimo posto nella Serie B 1952-1953 con 28 punti, gli stessi del Piombino, appena sopra la zona retrocessione.

## Rosa
| N. |                     | Ruolo | Calciatore          |
| -- | ------------------- | ----- | ------------------- |
|    | Italia (bandiera)   | P     | Antonio Panizzolo   |
|    | Italia (bandiera)   | P     | Enzo Romano         |
|    | Italia (bandiera)   | P     | Paolo Tomasella     |
|    | Norvegia (bandiera) | D     | Knut Andersen       |
|    | Italia (bandiera)   | D     | Benito Contin       |
|    | Svizzera (bandiera) | D     | Philippe Fuchs      |
|    | Italia (bandiera)   | D     | Gianfranco Ganzer   |
|    | Italia (bandiera)   | D     | Vinicio Lazzarini   |
|    | Italia (bandiera)   | D     | Giancarlo Lega      |
|    | Italia (bandiera)   | D     | Elvio Matè          |
|    | Italia (bandiera)   | D     | Carlo Scaccabarozzi |

| N. |                   | Ruolo | Calciatore          |
| -- | ----------------- | ----- | ------------------- |
|    | Italia (bandiera) | D     | Aurelio Scagnellato |
|    | Italia (bandiera) | D     | Gastone Zanon       |
|    | Italia (bandiera) | A     | Marcello Agnoletto  |
|    | Italia (bandiera) | A     | Bruno Camporese     |
|    | Italia (bandiera) | A     | Benito Meroni       |
|    | Italia (bandiera) | A     | Bruno Novello       |
|    | Italia (bandiera) | A     | Giovanni Oriani     |
|    | Italia (bandiera) | A     | Leto Prunecchi      |
|    | Italia (bandiera) | A     | Luciano Scroccaro   |
|    | Italia (bandiera) | A     | Giuseppe Secchi     |
|    | Italia (bandiera) | A     | Giovanni Sperotto   |
|    | Italia (bandiera) | A     | Albano Vicariotto   |

## Risultati

### Campionato

#### Girone di andata
| 14 settembre 1952 1ª giornata | Padova | 3 – 0 | Siracusa |  |

| 21 settembre 1952 2ª giornata | Piombino | 5 – 1 | Padova |  |

| 7 dicembre 1997 3ª giornata | Cagliari | 1 – 0 | Padova |  |

| 5 ottobre 1952 4ª giornata | Padova | 1 – 1 | Genoa |  |

| 7 gennaio 1968 5ª giornata | Treviso | 3 – 1 | Padova |  |

| 19 ottobre 1952 6ª giornata | Padova | 0 – 1 | Vicenza |  |

| 14 settembre 1947 7ª giornata | Monza | 0 – 0 | Padova |  |

| 21 ottobre 1962 8ª giornata | Padova | 3 – 0 | Brescia |  |

| 16 novembre 1952 9ª giornata | Fanfulla | 2 – 0 | Padova |  |

| 23 novembre 1952 10ª giornata | Padova | 4 – 2 | Messina |  |

| 30 novembre 1952 11ª giornata | Padova | 0 – 1 | Salernitana |  |

| 7 dicembre 1952 12ª giornata | Legnano | 3 – 0 | Padova |  |

| 14 dicembre 1952 13ª giornata | Verona | 4 – 2 | Padova |  |

| 21 dicembre 1952 14ª giornata | Padova | 1 – 1 | Modena |  |

| 7 gennaio 1996 15ª giornata | Padova | 2 – 0 | Marzotto Valdagno |  |

| 11 gennaio 1953 16ª giornata | Catania | 3 – 0 | Padova |  |

| 18 gennaio 1953 17ª giornata | Padova | 2 – 0 | Lucchese |  |

#### Girone di ritorno
| 25 gennaio 1953 18ª giornata | Siracusa | 0 – 1 | Padova |  |

| 1º febbraio 1953 19ª giornata | Padova | 3 – 3 | Piombino |  |

| 8 febbraio 1953 20ª giornata | Padova | 1 – 1 | Cagliari |  |

| 15 febbraio 1953 21ª giornata | Genoa | 2 – 0 | Padova |  |

| 22 febbraio 1953 22ª giornata | Padova | 0 – 0 | Treviso |  |

| 1º marzo 1953 23ª giornata | Vicenza | 2 – 0 | Padova |  |

| 8 marzo 1953 24ª giornata | Padova | 1 – 0 | Monza |  |

| 15 marzo 1953 25ª giornata | Brescia | 0 – 0 | Padova |  |

| 22 marzo 1953 26ª giornata | Padova | 1 – 0 | Fanfulla |  |

| 29 marzo 1953 27ª giornata | Messina | 1 – 0 | Padova |  |

| 5 aprile 1953 28ª giornata | Salernitana | 2 – 0 | Padova |  |

| 12 aprile 1953 29ª giornata | Padova | 1 – 1 | Legnano |  |

| 19 aprile 1953 30ª giornata | Padova | 4 – 1 | Verona |  |

| 3 maggio 1953 31ª giornata | Modena | 2 – 1 | Padova |  |

| 10 maggio 1953 32ª giornata | Marzotto Valdagno | 1 – 0 | Padova |  |

| 24 maggio 1953 33ª giornata | Padova | 0 – 2 | Catania |  |

| 31 maggio 1953 34ª giornata | Lucchese | 1 – 3 | Padova |  |

## Statistiche

### Statistiche di squadra
| Competizione | Punti | In casa | In casa | In casa | In casa | In casa | In casa | In trasferta | In trasferta | In trasferta | In trasferta | In trasferta | In trasferta | Totale | Totale | Totale | Totale | Totale | Totale | DR  |
| Competizione | Punti | G       | V       | N       | P       | Gf      | Gs      | G            | V            | N            | P            | Gf           | Gs           | G      | V      | N      | P      | Gf     | Gs     | DR  |
| ------------ | ----- | ------- | ------- | ------- | ------- | ------- | ------- | ------------ | ------------ | ------------ | ------------ | ------------ | ------------ | ------ | ------ | ------ | ------ | ------ | ------ | --- |
| Serie B      | 28    | 17      | 8       | 6       | 3       | 27      | 14      | 17           | 2            | 2            | 13           | 9            | 32           | 34     | 10     | 8      | 16     | 36     | 46     | -10 |

### Statistiche dei giocatori
| Giocatore        | Serie B  | Serie B |
| Giocatore        | Presenze | Reti    |
| ---------------- | -------- | ------- |
| M. Agnoletto     | 22       | 5       |
| K. Andersen      | 26       | 4       |
| B. Camporese     | 14       | 2       |
| B. Contin        | 1        | 0       |
| P. Fuchs         | 7        | 0       |
| G. Ganzer        | 29       | 1       |
| V. Lazzarini     | 22       | 4       |
| G. Lega          | 7        | 0       |
| E. Matè          | 25       | 0       |
| B. Meroni        | 26       | 5       |
| B. Novello       | 23       | 4       |
| G. Oriani        | 3        | 1       |
| A. Panizzolo     | 6        | -9      |
| L. Prunecchi     | 14       | 3       |
| E. Romano        | 25       | -31     |
| C. Scaccabarozzi | 14       | 0       |
| A. Scagnellato   | 33       | 0       |
| L. Scroccaro     | 6        | 1       |
| G. Secchi        | 19       | 4       |
| G. Sperotto      | 12       | 0       |
| P. Tomasella     | 3        | -4      |
| A. Vicariotto    | 10       | 0       |
| G. Zanon         | 27       | 1       |